# Inre Kartlien
Inre Kartlien, eller Sjida Kartli (georgiska: შიდა ქართლი), är en region i Georgien, bestående av den norra delen av den historiska regionen Kartlien. Den inkluderar distrikten Gori, Kaspi, Kareli, Dzjava och Chasjuri. Den norra delen av regionen (Dzjava, Kareli och Gori) kontrolleras av den separatistiska republiken Sydossetien sedan 1992.